# ニセカンランハギ
ニセカンランハギ （偽橄欖剥学名：Acanthurus dussumieri、英名：Penciled surgeonfish）は、ニザダイ科に属する魚。

## 分布
西部太平洋、インド洋に分布する。日本では南日本の太平洋沿岸、琉球列島、小笠原諸島などに生息する。日本海側でも見られる。

## 生態

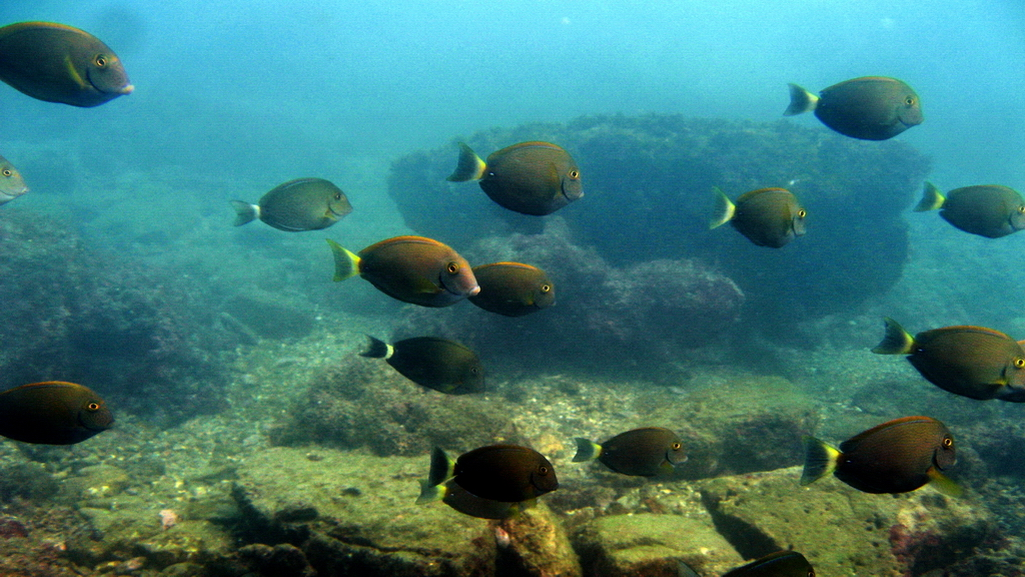
台湾基隆沖で群れを作って遊泳している稚魚

体長は40センチメートル程度。クロハギやオスジクロハギと似ているが、尾柄棘に白いおおいがあり、背鰭は黄色で縦じまが無く、尾鰭に暗色斑が多数あることで判別できる。浅いサンゴ礁の斜面や岩礁などで群れを作って泳ぐが、水深130mの深い場所でも発見されている。糸状藻類やデトリタスを食べる。

## 利用
沖縄県ではポピュラーな魚として、刺し網漁などで漁獲される。マース煮、刺身などの調理法で食べられる。観賞魚として水族館などで展示されることもある。